# William Lakin Turner
Ne doit pas être confondu avec Joseph Mallord William Turner ou William Turner (artiste).
Pour les articles homonymes, voir William Turner et Turner.
William Lakin Turner (25 février 1867 - 21 octobre 1936) est un peintre paysagiste anglais.

## Biographie

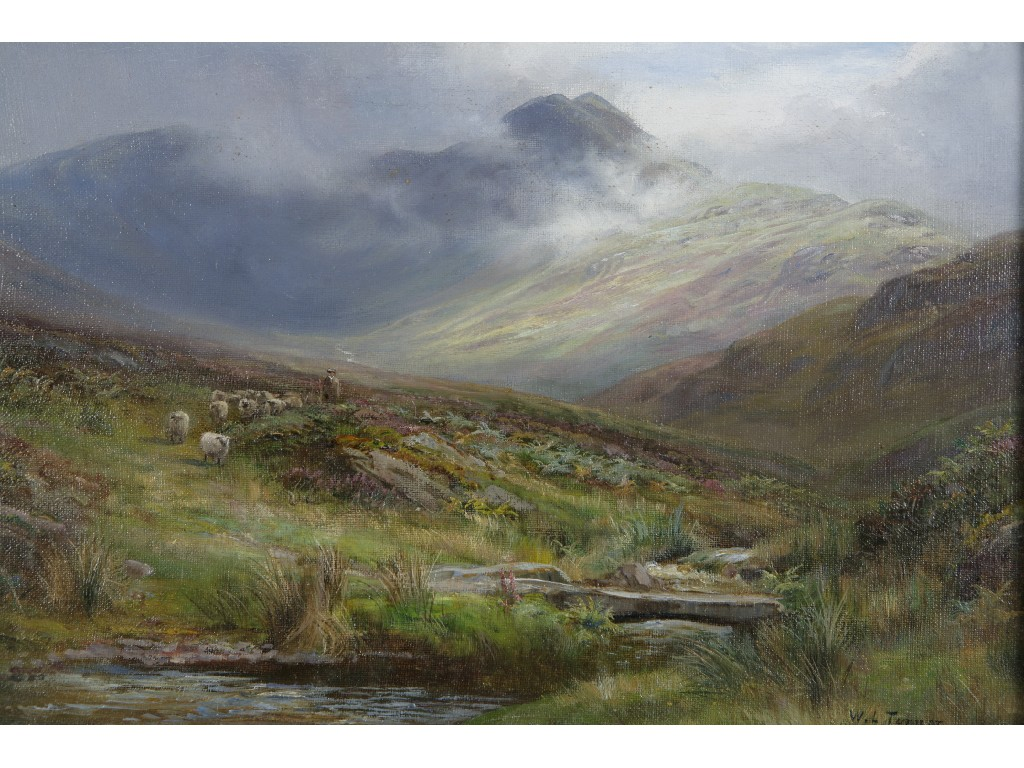
Flowing From The Hills de William Larkin Turner

Né en 1867 à Barrow upon Trent, William Lakin Turner est le fils de George Turner et d'Eliza Turner (née Lakin) (1837-1900). Il poursuivit son éducation dans cette ville avant d'être pensionnaire au Trent College entre Nottingham et Derby. Il était le fils aîné de quatre enfants et ses talents en art succédèrent à ceux de son père. Ce dernier était fermier à temps partiel, mais peignait également des paysages et il eut de nombreux étudiants brillants, dont David Payne (artiste) et Louis Bosworth Hurt. Il n'est pas lié au célèbre peintre Joseph Mallord William Turner, mais son père fut connu sous le nom de « Derbyshire's John Constable » (« le John Constable du Derbyshire »). Turner rencontra sa femme Rachel Selina (Lina) Burville lorsqu'ils étudiaient tous les deux l'art au West London College of Arts. Ils se marièrent à Chelsea en 1892.
Le père de Turner était membre du comité d'art du Derby Museum and Art Gallery et ses œuvres, ainsi que celles de son fils, se trouvent dans la collection de la ville. Il y a au moins sept de ses tableaux à Derby. Turner vécut à différents endroits dont Fulham et Loughton, (dans l'Essex), mais il est principalement connu pour ses tableaux du Lake District, où il résida au moins douze ans. Quand son père mourut en 1910, Turner ne reçut que cent livres sterling, comme son père s'était remarié sept ans auparavant à Kate Stevens Smith qui reçut la majorité des biens. Ce comportement se répéta lorsque, quatre mois après que sa propre femme mourut, William Turner rédigea un nouveau testament en faveur d'une femme qui devint rapidement sa deuxième épouse. On pense que Turner savait qu'il souffrait d'une maladie au stade terminal quand il s'est remarié. Il mourut d'un cancer quelques mois plus tard, en 1936, à Sherborne dans le Dorset.

## Héritage

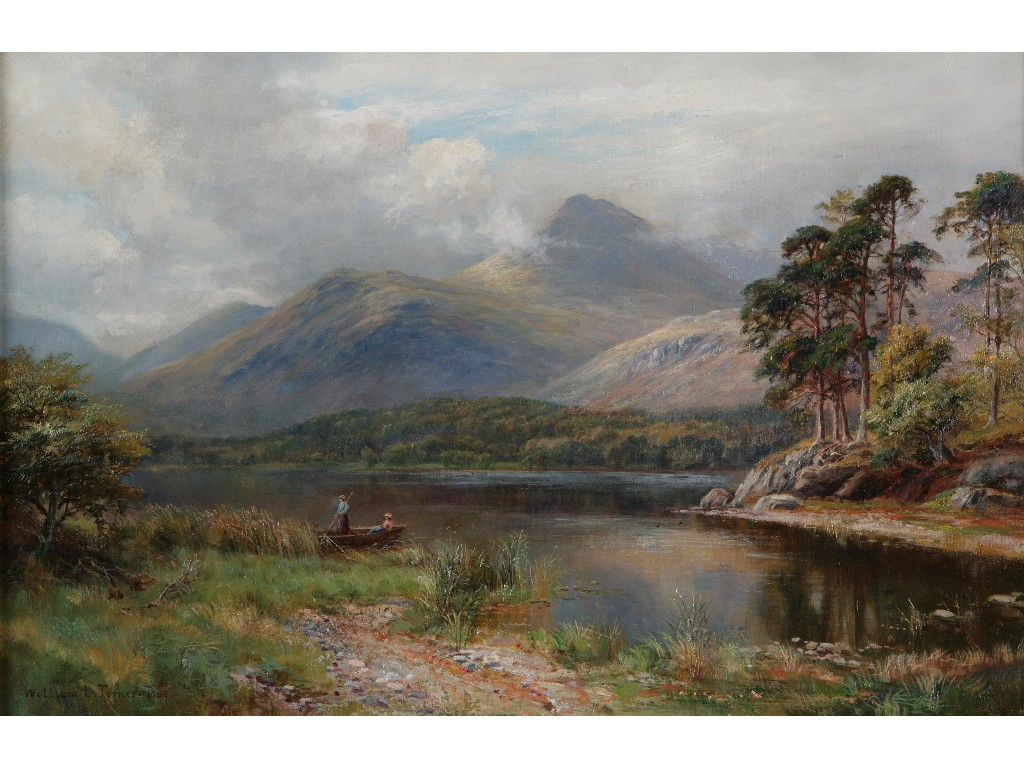
La rivière Derwent

William Lakin Turner présenta ses œuvres à plusieurs expositions importantes. Il exposa des centaines de tableaux dont quatorze à la Royal Academy of Artists, quatre à la Royal Hibernian Academy de Dublin et six à Birmingham. Entre 1905 et 1936, il exposa plus de 350 tableaux à la Lake Artists Summer Exhibition, ainsi que quatre-vingt-une œuvres au château de Nottingham. Certaines de ses œuvres sont maintenant exposées aux musées de Nottingham, Nuneaton dans le Warwickshire, Derby et au Musée Ruskin de Coniston. Beatrix Potter acheta des tableaux de Turner, l'un intitulé Rydal Water qui se trouve toujours dans sa demeure, qui appartient désormais au National Trust et l'autre qu'elle a utilisé pour la couverture d'un livre.